# Rock millenium
Rock millenium es el primer álbum recopilatorio de Cuca, este se editó sólo para los Estados Unidos. Pertenece a la colección Rock Millenium.

## Lista de canciones
1. Mujer cucaracha
2. Sálvame
3. Hambriento
4. Responde
5. Tu Flor
6. Manuela
7. Todo con exceso
8. D.D.T.T.V
9. Acariciando
10. Cuando no tengas más
11. Hombre de la marcha (Tus piernas)
12. Electroshock